# Pierre-Paul Lelong
Pierre-Paul Lelong, francoski general, * 1891, † 1947.